# Бабаев, Наби Хаиршахович
Наби Хаиршахович Бабаев (род. 1934) — старший чабан совхоза «Волжский» Енотаевского района Астраханской области. Герой Социалистического Труда (1966).

## Биография
Наби Бабаев родился 10 июля 1934 года в селе Ахтубинка (ныне — Харабалинский район Астраханской области). После окончания начальной школы работал пастухом. С 1945 года вместе с семьёй проживал в Енотаевском районе, работал в совхозе «Волжский», был помощником чабана, чабаном, старшим чабаном.
Будучи старшим чабаном совхоза, Бабаев первым среди своих коллег начал применение сыворотки жеребых кобыл для репродукции овец. Уже за 1962 год он добился увеличения приплода на 32 %, в 1963 году — 140 %, а в 1966 году — 160 ягнят от 100 маток.
Указом Президиума Верховного Совета СССР от 22 марта 1966 года за «достигнутые успехи в развитии животноводства, увеличении производства и заготовок мяса, молока, яиц, шерсти и другой продукции» Наби Бабаев был удостоен высокого звания Героя Социалистического Труда с вручением ордена Ленина и медали «Серп и Молот».
Активно занимался общественной деятельностью, избирался членом Астраханского обкома КПСС. После распада СССР создал и долгое время руководил крестьянско-фермерским хозяйством «Бабаевы». В настоящее время проживает в посёлке Волжский Енотаевского района.
Был также награждён орденами Октябрьской Революции и Дружбы народов, рядом медалей.